# Ernst Friedrich von Berge und Herrendorf
Ernst Friedrich von Berge und Herrendorf (geb. 8. August 1694; gest. 1762) war ein preußischer Landrat.

## Herkunft

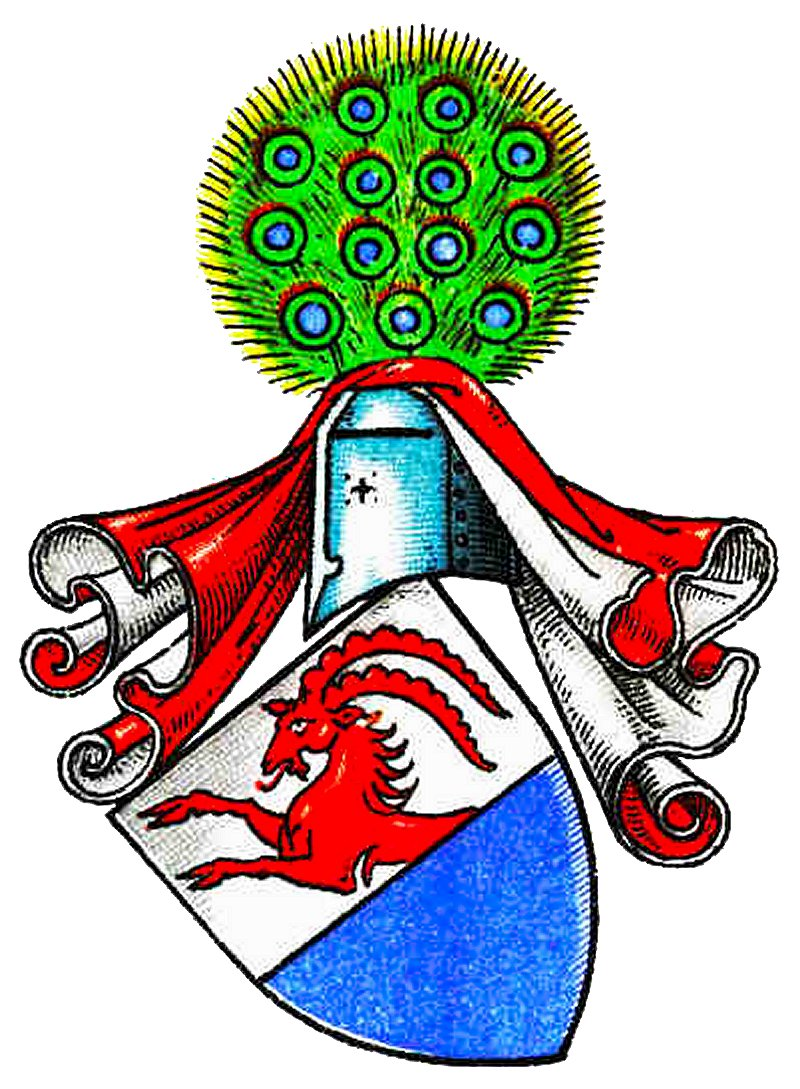
Wappen derer vom Berge und Herrendorff

Ernst Friedrich von Berge und Herrendorf war Angehöriger des schlesisch-niederlausitzischen Uradelsgeschlechts Berge und Herrendorff. Er war der Sohn des George Ernst von Berge und Herrendorf (1665–1743), der sich am 17. Juli 1682 an der Universität Frankfurt (Oder) immatrikuliert hatte. Später war er Erbherr auf Deutsch Breile und Seiffersdorf im Fürstentum Brieg und neunter Senioratsherr. Seine Mutter war Susanna Catharina, eine geborene von Nimptsch aus dem Hause Röversdorf.

## Persönliches
Ernst Friedrich von Berge und Herrendorf schrieb sich am 4. September 1714 an der Universität Frankfurt (Oder) ein. Später war er mit einer geborenen von Skal verheiratet. Von 1742 bis 1759 amtierte er als erster Landrat des Kreises Ohlau.